# Mirabel (circonscription fédérale)
Pour les articles homonymes, voir Mirabel.
Circonscription électorale fédérale du Canada
Mirabel est une circonscription électorale fédérale canadienne située dans la région des Laurentides, au Québec.

## Territoire
- La circonscription est constituée de la ville de Mirabel.
- La ville de Sainte-Anne-des-Plaines (municipalité régionale de comté de Thérèse-De Blainville).
- Les municipalités d’Oka, Pointe-Calumet, Saint-Joseph-du-Lac et Saint-Placide; la ville de Sainte-Marthe-sur-le-Lac; et les terres de Kanesatake (municipalité régionale de comté de Deux-Montagnes).
- La ville de Saint-Colomban (municipalité régionale de comté de La Rivière-du-Nord).

Les circonscriptions limitrophes sont Argenteuil—La Petite-Nation, Rivière-des-Mille-Îles, Thérèse-De Blainville, Terrebonne, Rivière-du-Nord, Vaudreuil-Soulanges, Lac-Saint-Louis et Pierrefonds—Dollard.

## Histoire
Créée lors du redécoupage électoral de 2013, Mirabel a principalement été constituée à partir de la partie est de l'ancienne circonscription d'Argenteuil—Papineau—Mirabel, plus des portions de trois autres circonscriptions : Rivière-du-Nord, Terrebonne—Blainville et Rivière-des-Mille-Îles.

## Députés
| Législature                                                                                                   | Années        | Député           | Parti | Parti                                          |
| --- | ------------- | ---------------- | ----- | ---------------------------------------------- |
| Mirabel issue d'Argenteuil—Papineau—Mirabel, Rivière-des-Mille-Îles, Rivière-du-Nord et Terrebonne—Blainville |               |                  |       |                                                |
| 42e | 2015–2018     | Simon Marcil     |       | Bloc québécois                                 |
| 42e | 2018          | Simon Marcil     |       | Groupe parlementaire québécois / Québec debout |
| 42e | 2018–2019     | Simon Marcil     |       | Bloc québécois                                 |
| 43e | 2019–2021     | Simon Marcil     |       | Bloc québécois                                 |
| 44e | 2021–2025     | Jean-Denis Garon |       | Bloc québécois                                 |
| 45e | 2025–en cours | Jean-Denis Garon |       | Bloc québécois                                 |